# Полёт (хоккейный клуб)
Полёт — хоккейный клуб из Рыбинска Ярославской области. Выступает в Национальной молодёжной хоккейной лиге. Обладатель Кубка Регионов в сезоне 2021–22.

## История
В советский период Рыбинск был представлен в Чемпионатах РСФСР, а с 1977 года — Чемпионатах СССР, по хоккею командой "Кабельщик". Лучшего результата команда Рыбинского кабельного завода достигла в сезоне 1967-68 годов, дойдя до финального турнира. Последний раз "Кабельщик", называвшийся на тот момент "Метеором", принимал участие в чемпионате СССР 1981-82 годов. В классе "Б", первой зоне, представители Ярославской области заняли 5 место.
В сезоне 1989-90 годов Рыбинск в рамках Кубка ВДФСО профсоюзов среди КФК представляла команда "Сатурн". После распада СССР команда завершила выступление.
С 1997 года команда из Рыбинска вновь реорганизуется под названием "Полёт" и заявляется во Вторую лигу Чемпионата России. С сезона 1999-2000 года клуб, не снискавший особого успеха, продолжает выступление в Первой лиге, таким образом в зоне "Центр" Ярославская область была представлена двумя командами. Помимо рыбинцев в чемпионате успешно играл дублер ярославского «Торпедо», «Торпедо-2». В последнем своем сезоне "Полет" сотрудничал с ХК "Владимир" и сменил название на "Русич-Эксма". После 10 матчей, команда снялась с участия в турнире.
Однако, хоккей высокого уровня сохранился в городе. В сезоне 2003—2004 в Высшей лиге Чемпионата России по хоккею принял участие ХК «Рыбинск». Команда была заявлена в чемпионат по причине того, что в предыдущем сезоне в Первой лиге «Локомотив-2» завоевал право на повышение в классе, выиграв соревнования зоны «Центр». Регламент проведения чемпионатов России запрещал железнодорожникам иметь команду в Суперлиге и Высшей лиге одновременно. Состоявший преимущественно из воспитанников ярославской школы «Рыбинск» в Высшей лиге выступил неудачно — в итоговой таблице команда заняла последнее место лишь с 9 победами в основное время в 60 матчах регулярного чемпионата.
Следующий сезон 2004—2005 годов «Рыбинск» начал уже во Второй лиге, зоне «Центр». Турнир из 5 команд волжане завершили на 4 месте, уступив в серии до трех побед брянской «Десне». Не удалось добиться высоких результатов и в последующие сезоны. Последним для команды стал сезон 2008—2009 года, примечательным событием того сезона стало участие защитника Дмитрия Красоткина, бывшего капитана ярославского «Локомотива» в нескольких играх. На протяжении почти 10 лет Рыбинск не был представлен в хоккейных лигах всероссийского уровня.
В 2017 году команда «Драгуны» из Можайска, испытывавшая трудности в Первенстве МХЛ, была перевезена в Рыбинск, и вновь заявилась в чемпионат под нынешним названием, «Полёт», используя при этом клубные цвета и эмблему существовавшего ранее ХК «Рыбинск». На протяжении первых сезонов команда продолжала показывать скромные результаты, хотя матчи команды вызывали интерес горожан, в особенности в рамках противостояния со второй молодежной командой из Ярославля, «Локо-Юниор».
Качественные сдвиги в игре команды произошли после назначения на пост президента клуба уроженца Рыбинска и обладателя Кубка Гагарина в составе московского «Динамо» Алексея Цветкова. Должность вице-президента в клубе занял также известный в прошлом хоккеист, Никита Филатов. Новые источники финансирования, отремонтированный дворец спорта «Полёт» способствовали улучшению результатов команды. По итогам первого сезона работы нового руководства, команда не только стала уверенно набирать очки, но и впервые попала в розыгрыш плей-офф Кубка Регионов. Дойдя до финала, рыбинцы в 4 играх серии до трех побед обыграли молодежную команду ХК «Рязань». Поддержать успех удалось и в следующем сезоне. Волжане вновь вышли в финал, однако уступили МХК «Тамбов». В сезоне 2023-24 годов команда завершила выступление на этапе полуфиналов. Рыбинцы вновь уступили тамбовской молодежной команде в 4 играх, завоевав бронзовые медали чемпионата.

## Руководство клуба
- Алексей Цветков — президент
- Никита Филатов — вице-президент

## Список главных тренеров
- Илья Гусев (с 13 июля 2023[12])
- Владимир Князев (18 января[13] — 13 июля 2023)
- / Михаил Паньшин (19 июня 2022[14] — 9 января 2023)
- Андрей Пелевин (13 июля 2021[15] — 19 июня 2022)
- Никита Шпаков (11 февраля 2020[16] — 13 июля 2021)
- Геннадий Скиба (16 декабря 2018[17] — 11 февраля 2020)
- Никита Шпаков (2017— 16 декабря 2018)

## Статистика выступлений
| Сезон     | И  | В  | ВО/Б | ПО/Б | П  | Ш       | О  | Место | Плей-офф                                      |
| --------- | -- | -- | ---- | ---- | -- | ------- | -- | ----- | --------------------------------------------- |
| 2017-2018 | 36 | 5  | 2    | 2    | 27 | 90-174  | 21 | 14    | Не вышли                                      |
| 2018-2019 | 48 | 8  | 1    | 1    | 38 | 144-270 | 19 | 12    | Не вышли                                      |
| 2019-2020 | 48 | 8  | 0    | 0    | 40 | 114-302 | 16 | 17    | Не состоялся из-за пандемии COVID-19          |
| 2020-2021 | 34 | 6  | 1    | 3    | 23 | 89-152  | 17 | 17    | Не вышли                                      |
| 2021-2022 | 40 | 23 | 3    | 3    | 9  | 148-99  | 59 | 6     | Выиграли Кубок Регионов (3-1, МХК Рязань-ВДВ) |
| 2022-2023 | 40 | 26 | 4    | 2    | 8  | 200-146 | 62 | 3     | Финалист (1-3, МХК Тамбов)                    |
| 2023-2024 | 40 | 23 | 3    | 2    | 12 | 158-117 | 53 | 7     | Полуфинал (1-3, МХК Тамбов)                   |